# Chen Fake
Dans ce nom, le nom de famille, Chen, précède le nom personnel.
Chen Fake (chinois traditionnel : 陳發科 ; chinois simplifié : 陈发科 ; pinyin : chén fākē ; Wade : ch’ên-fa-k’o ; EFEO : tch’en-fa-k’o, né en 1887 et décédé en 1957, était un artiste martial chinois qui enseignait le t'ai chi ch'uan dans le style Chen.

## Biographie
Il est né et a grandi dans le village familial Chen, surnommé Chenjiagou (陈家沟 / 陳家溝) dans la province du Henan. En 1928, Chen Fake s'installe à Pékin pour enseigner l'héritage familial du Tai-chi-chuan style Chen.
Avant l'arrivée de Chen Fake à Pékin, la perception du public du t'ai chi ch'uan était basée sur les vues du style Yang et du style Wu. Cela signifiait que les formes de t'ai chi ch'uan étaient pratiquées comme des mouvements lents et détendus. Chen Fake a montré un type d'entraînement différent qui peut parfois inclure des actions vigoureuses et rapides et des mouvements explosifs. Ainsi, au début, beaucoup au sein de la communauté des arts martiaux de Pékin doutaient de l'authenticité de l'art de la boxe de Chen Fake. Selon la tradition chinoise, lorsque Chen Fake est arrivé pour la première fois dans la capitale chinoise, il a été ouvertement défié par d'autres artistes martiaux afin d'établir sa crédibilité. Dans ces compétitions impromptues, il n'y avait pas de règles ni de préparations, elles pouvaient donc être assez dangereuses. Pendant les trente années suivantes, Chen Fake est resté invaincu. Il a non seulement établi une réputation d'arts martiaux sans précédent, mais a gagné le respect du public pour sa moralité et son intégrité.
Parmi ses élèves figuraient des personnalités éminentes telles que Chen Zhaoxu, Feng Zhiqiang, Gu Liuxin, Hong Junsheng, Lei Muni, Tian Xiuchen, son fils Chen Zhaokui et bien d'autres, qui devinrent plus tard célèbres pour leurs compétences en Taijiquan.
Chen Fake était un artiste martial et non un érudit. Il n'a donc pas laissé de trace écrite de ses réalisations. Sa vie a été enregistrée et racontée par ses fils ou ses étudiants, notamment Hong Junsheng. Au moment de sa mort en 1957, Chen Fake avait établi une tradition d'arts martiaux de t'ai chi ch'uan de style Chen qui est pratiquée dans le monde entier